# Elecciones presidenciales de Mongolia de 2001
Las elecciones presidenciales tuvieron lugar en Mongolia el 20 de mayo de 2001.
El ganador fue Natsagiin Bagabandi, candidato del Partido Revolucionario del Pueblo,quien salió reelegido por el 59,2% de los votos.
El recuento de votos fue del 82,9%

## Tabla de resultados
| Candidato                                                | Partido                                       | Votos     | %    |
| -------------------------------------------------------- | --------------------------------------------- | --------- | ---- |
| Natsagiin Bagabandi                                      | Partido Revolucionario del Pueblo de Mongolia | 581.381   | 59.2 |
| Radnaasumbereliyn Gonchigdorj                            | Partido Demócrata                             | 365.363   | 37.2 |
| Jambyn Gombojav                                          | Voluntad del Pueblo                           | 35.425    | 3.6  |
| Inválidos/Votos en blanco                                | Inválidos/Votos en blanco                     | 17.411    | -    |
| Total                                                    | Total                                         | 1.000.110 | 100  |
| Fuente: Comisión General para las Elecciones de Mongolia |                                               |           |      |